# Nguyễn Thanh Bình (An Giang)
Nguyễn Thanh Bình (sinh năm 1964) là cựu chính trị gia người Việt Nam. Ông nguyên là Phó Bí thư Tỉnh ủy, nguyên Chủ tịch Ủy ban nhân dân tỉnh An Giang.
Ngày 25/12/2023, ông Bình bị Cơ quan Cảnh sát điều tra Bộ Công an khởi tố, tạm giam để điều tra tội Lợi dụng chức vụ quyền hạn trong khi thi hành công vụ. Ông bị cáo buộc can thiệp, chỉ đạo giúp Công ty Cổ phần Đầu tư Trung Hậu - Tổng 68 được cấp phép thăm dò, khai thác, điều chỉnh trữ lượng, công suất và khai thác trái quy định của pháp luật tại mỏ cát xã Mỹ Hiệp và Bình Phước Xuân, huyện Chợ Mới, tỉnh An Giang. Cơ quan điều tra xác định hành vi này giúp doanh nghiệp thu lợi bất chính số tiền đặc biệt lớn, gây thiệt hại tài sản Nhà nước.

## Xuất thân và giáo dục
Nguyễn Thanh Bình sinh ngày 4 tháng 11 năm 1964 tại xã Bình Mỹ, huyện Châu Phú, tỉnh An Giang.
Nguyễn Thanh Bình có bằng Tiến sĩ.

## Sự nghiệp
Nguyễn Thanh Bình là đảng viên Đảng Cộng sản Việt Nam.
Từ tháng 9 năm 1986 đến tháng 5 năm 2007, Nguyễn Thanh Bình công tác ở Trường Đại học An Giang. Tại trường đại học này, ông giữ chức vụ Phó Bí thư Đảng ủy Đảng Cộng sản Việt Nam và Phó Chủ nhiệm khoa Sư phạm.
Sau đó ông được điều động và bổ nhiệm chức vụ Phó Giám đốc rồi Giám đốc Sở Giáo dục và Đào tạo tỉnh An Giang.
Tháng 1 năm 2013, Nguyễn Thanh Bình được Ban thường vụ Tỉnh ủy An Giang điều động bổ nhiệm giữ chức vụ Bí thư Thị ủy Tân Châu.
Tại kì họp lần thứ 8 Hội đồng nhân dân tỉnh An Giang khóa 8, Nguyễn Thanh Bình được bầu giữ chức vụ Phó Chủ tịch Ủy ban nhân dân tỉnh An Giang nhiệm kì 2011-2016.
Tháng 8 năm 2014, Thủ tướng Nguyễn Tấn Dũng kí quyết định phê chuẩn Nguyễn Thanh Bình giữ chức vụ Phó Chủ tịch Ủy ban nhân dân tỉnh An Giang nhiệm kì 2011-2016.
Ngày 11 tháng 4 năm 2019, Thủ tướng Nguyễn Xuân Phúc kí Quyết định số 397/QĐ-TTg giao quyền Chủ tịch Ủy ban nhân dân tỉnh An Giang nhiệm kỳ 2016 - 2021 cho ông Nguyễn Thanh Bình, Ủy viên Ban Thường vụ Tỉnh ủy nhiệm kỳ 2015-2020, Phó chủ tịch UBND tỉnh An Giang theo đề nghị của Thường trực Hội đồng nhân dân tỉnh An Giang và Bộ trưởng Bộ Nội vụ.
Ngày 27 tháng 5 năm 2019, tại kì họp thứ 10 (bất thường) của Hội đồng nhân dân tỉnh An Giang khóa 9, Nguyễn Thanh Bình được bầu giữ chức vụ Chủ tịch Ủy ban nhân dân tỉnh An Giang nhiệm kì 2016-2021.